# Pastellerna
Pastellerna är en svensk musikgrupp som bildades av Kerstin Andeby, Britten Emilson (Edvinsson) och Gunilla Östergren år 1970.
Det var tänkt att Kerstin Andeby och Britten Emilsson skulle uppträda på Sundstagymnasiets luciafest. Även Bertil Andersson och Bertil Engh som spelade i gruppen The Farmers, skulle uppträda på samma luciafest. Man valde dock att göra ett uppträdande tillsammans och bildade därefter gruppen Pastellerna. Man slog igenom när deras första singel "Ler, ber och bönar" tog sig till Svensktoppen 1972.
Gruppen utökades med fler medlemmar och 1978 uppträdde de tillsammans med Lars Berghagen på Berns i Stockholm. Pastellerna bestod då av Kerstin Andeby, Birgitta Höber, Bertil Engh, Stig Jonsson, Henrik Nilsson och Peter Wanngren. Gruppen var verksam till 1982, då man tog en långvarig paus.
År 2002 återuppstod gruppen och består nu av Kerstin Andeby, Britten Emilson, Bertil Andersson samt Bertil Engh.

### Fotnoter
1. ↑  Dagens Nyheter, 3 april 1978, sid. 48